# Mont Babel
Mont Babel är ett berg i Kanada.   Det ligger i provinsen Québec, i den östra delen av landet, 800 km nordost om huvudstaden Ottawa. Toppen på Mont Babel är 952 meter över havet.
Terrängen runt Mont Babel är kuperad åt sydost, men åt nordväst är den platt. Mont Babel är den högsta punkten i trakten. Trakten runt Mont Babel är nära nog obefolkad, med mindre än två invånare per kvadratkilometer.. Det finns inga samhällen i närheten. 
I omgivningarna runt Mont Babel växer i huvudsak barrskog.